# Station Nijmegen

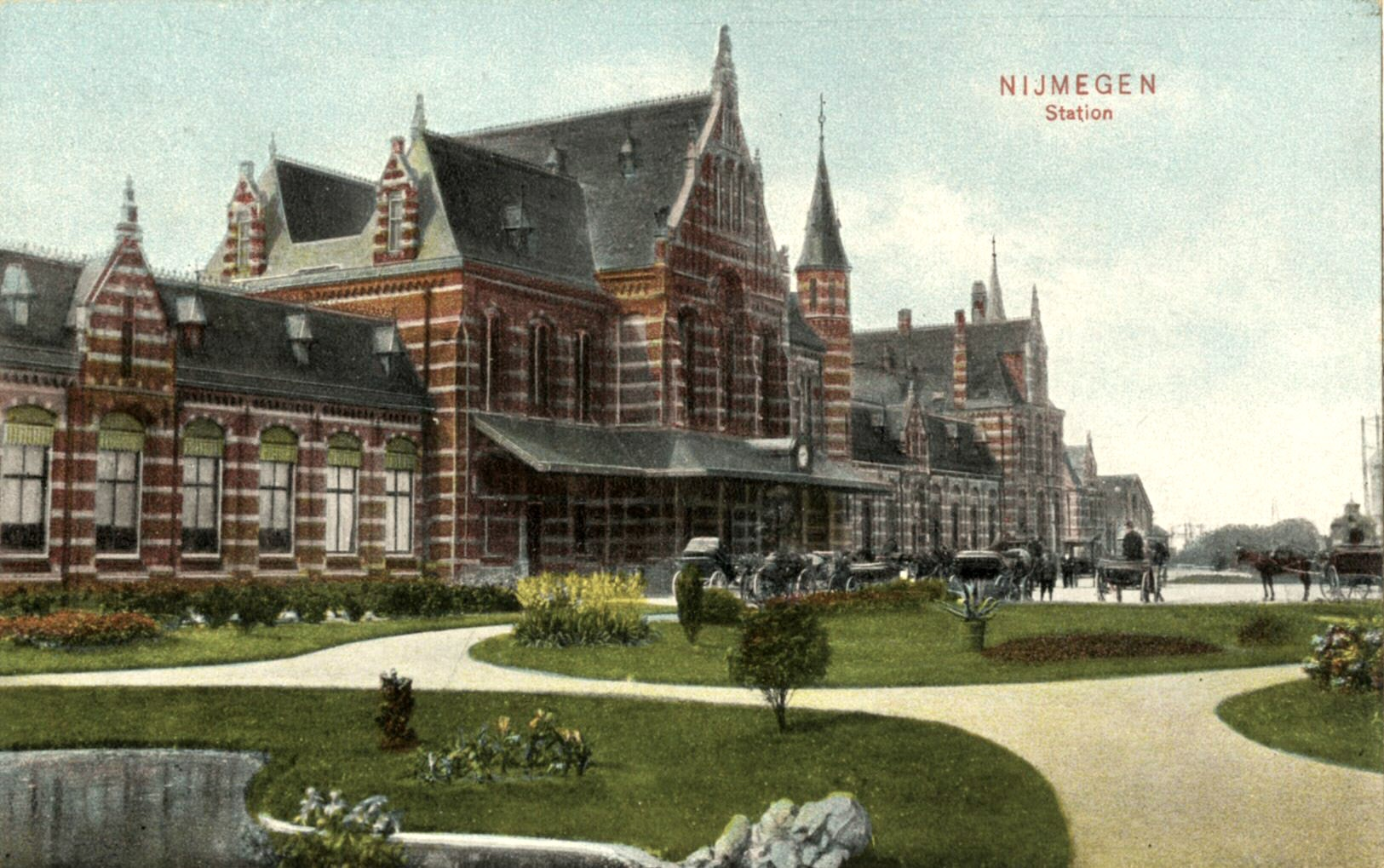
Station Nijmegen; circa 1905. Collectie van het Utrechts Archief.

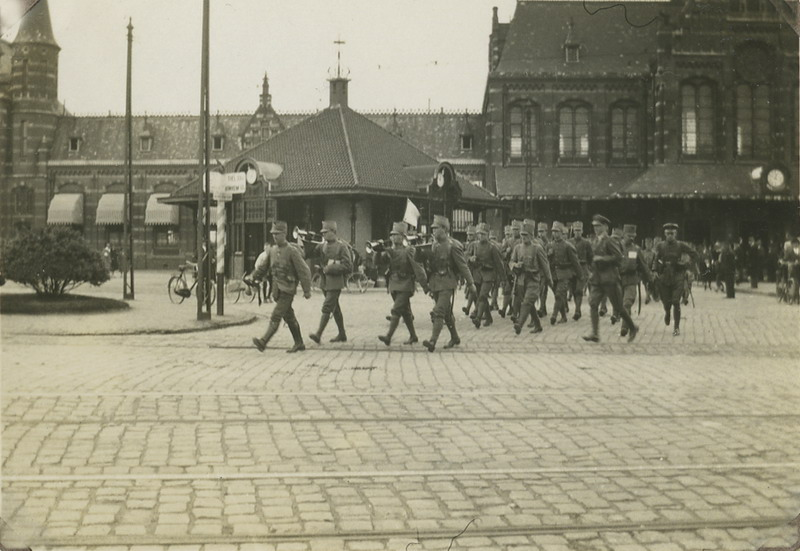
Het stationsplein van Nijmegen in de jaren twintig, met een groep infanteristen op weg naar de Vierdaagse.

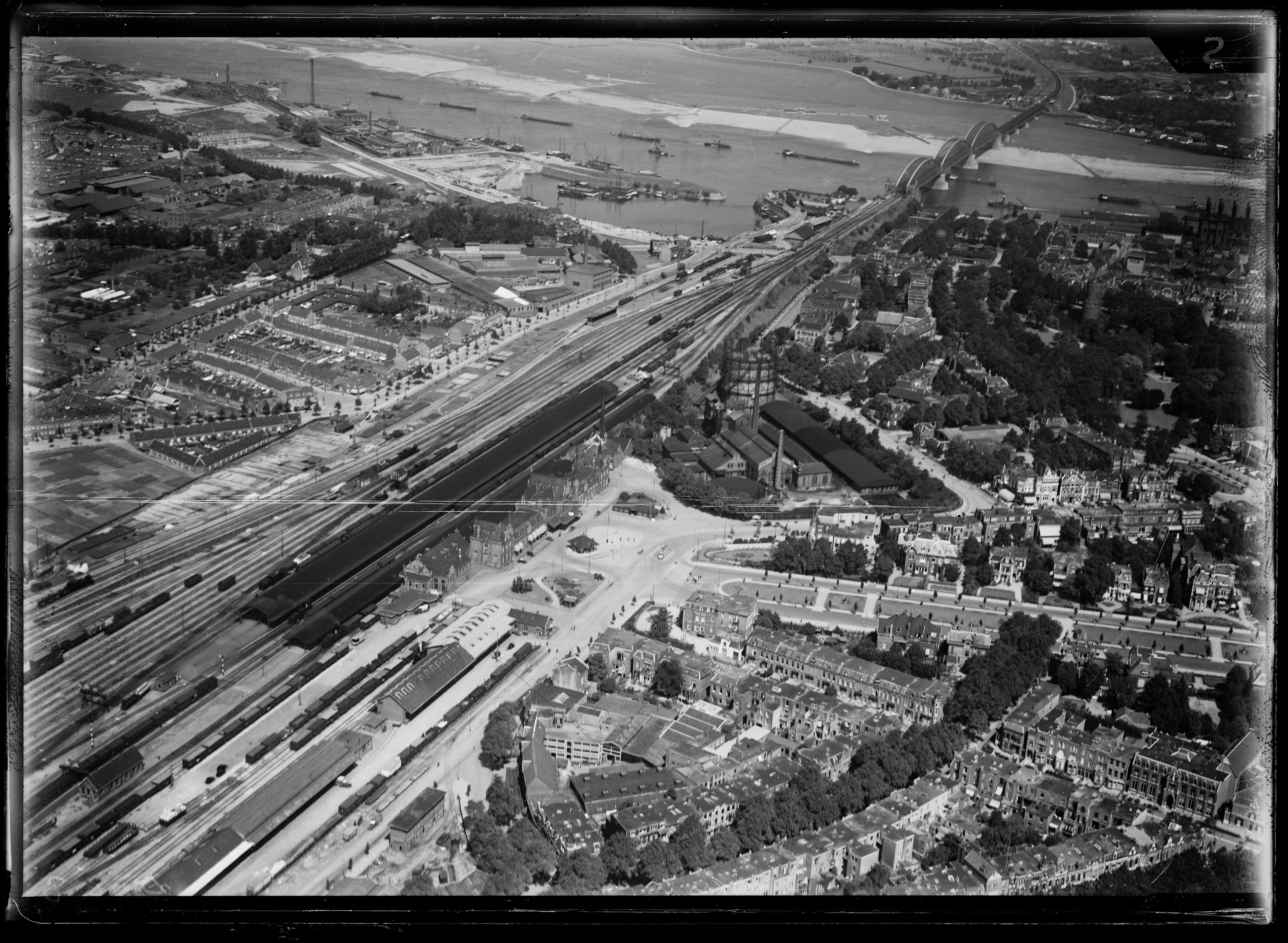
Luchtfoto van Station Nijmegen en omgeving; circa 1930.

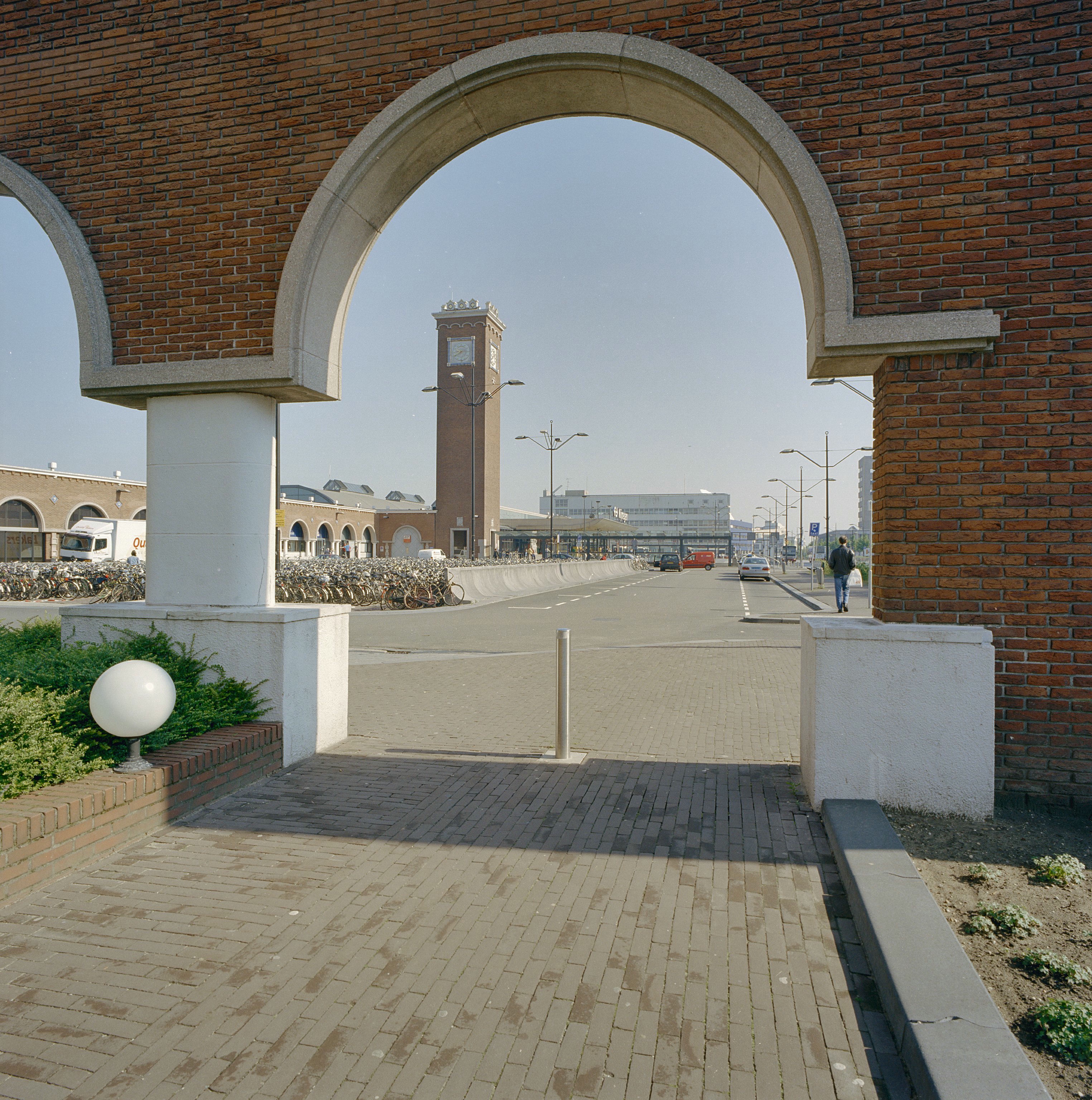
Gezicht door de Arcade richting het hoofdgebouw; 26 mei 2003.

Station Nijmegen is het belangrijkste spoorwegstation van de stad Nijmegen in Gelderland. De stad heeft daarnaast nog vier andere stations, namelijk Nijmegen Lent, Nijmegen Heyendaal, Nijmegen Dukenburg en Nijmegen Goffert.

## Geschiedenis
Het eerste station Nijmegen werd geopend op 9 augustus 1865. Het lag niet op de plaats van het huidige station, maar op de plaats waar tegenwoordig Concertgebouw de Vereeniging gelegen is aan het Keizer Karelplein. Vanaf deze locatie werd met ingang van 1865 een spoorverbinding onderhouden met het Pruisische Kleef.
Op 15 juni 1879 werd Nijmegen, als laatste stad met meer dan 20.000 inwoners, aangesloten op het (binnenlandse) nationale spoorwegnet. Dat dit zo lang geduurd had, had vooral te maken met de kosten van bruggen en het feit dat het gemeentebestuur moeilijk te overtuigen was van het nut van een spoorverbinding. Er kwam een verbinding met Arnhem waarvoor een spoorbrug over de Waal werd gebouwd. Het station werd toen verplaatst naar de huidige locatie. Ook kwamen er verbindingen tot stand naar 's-Hertogenbosch – Tilburg (geopend 1881) en Venlo (geopend 1883).
In 1894 werd een stationsgebouw in neorenaissancestijl gebouwd naar ontwerp van architect C.H. Peters. De hal was uitgevoerd met op zuilen rustende bogen die deden denken aan een Moors paleis.

### Bombardement
In de Tweede Wereldoorlog werd het stationsgebouw zwaar beschadigd tijdens het bombardement van 22 februari 1944 (waarbij onbedoeld ook veel burgerdoden vielen); het was vanwege zijn strategische functie voor Duits wapentransport door de Geallieerden uitgekozen als gelegenheidsdoel, nadat een aanval op de Gothaer Waggonfabrik was afgeblazen.
Het station was toen nog te herstellen, maar bij een Duits bombardement op 3 oktober 1944 brandde het resterende deel volledig uit. Na de oorlog werd het gesloopt en vervangen door een nieuw gebouw. De oorspronkelijke overkapping en een deel van de muur aan de perronzijde bleven behouden.

## Het huidige station
Het tegenwoordige stationsgebouw dateert uit 1954 en is ontworpen door Sybold van Ravesteyn. Enkele delen van het oude stationsgebouw zijn in het nieuwe gebouw geïntegreerd. Het ontwerp is geïnspireerd op Italiaanse pleinen. Het station heeft een lange lage gevel met bogen en pilasters en een 'campanile' van 39 meter hoogte. Het stationsgebouw werd nadien diverse malen verbouwd, voor de laatste keer tussen 2002 en 2004. In deze periode werd ook het stationsplein heringericht.
Dit station heeft het hoogst voorkomende spoornummer aan een perron van Nederland, namelijk spoor 35. Dit omdat de nummers van de sporen op een emplacement voor de duidelijkheid zo min mogelijk worden aangepast. Naast station Nijmegen lag een groot goederenemplacement, en het uiterste spoor van dat emplacement, 35, lag aan de stationskant, dus toen daar een perron werd gebouwd, moest deze volgens de bestaande regels het nummer 35 behouden. Dit spoor werd tot 1 juni 1991 gebruikt voor de buurlandtrein van en naar Kleef (Kleve) in Duitsland.
Er kwam aan de noordkant van het stationsgebouw een modern busstation met dynamische haltetoewijzing.
Onder het station loopt sinds 1965 een auto- en fietstunnel die het stadsdeel Oud-West verbindt met het centrum genaamd Tunnelweg.

## Verbouwing 2019 - 2028
Vanaf 2019 zijn er op en rondom station Nijmegen grote werkzaamheden. Het aantal reizigers is groeiende, en door de werkzaamheden zullen er meer en snellere treinen kunnen gaan rijden. Vanaf 2028 zelfs elke tien minuten in het kader van het Programma Hoogfrequent Spoorvervoer.

### Ingang westzijde
Het station krijgt een nieuwe volwaardige entree aan de westzijde van het station, ter hoogte van het voormalige gebouw van het UWV. Hier zal onder andere een fietsenstalling komen voor 3.000 fietsen, een bushalte en een Kiss & Ride-plek. Bovenop de fietsenstalling zal het nieuwe stationsplein komen. De werkzaamheden zouden starten vanaf 2025 en rond 2027 zou de nieuwe entree geopend worden.
Station Nijmegen had voorheen al een bescheiden ingang aan de westzijde. Dit was een ingang aan de Tunnelweg die een directe verbinding had met de passagierstunnel naar de sporen. Deze ingang was echter sociaal onveilig; het aantal passagiers dat via deze ingang kwam was beperkt. Ook werden de poortjes regelmatig gevandaliseerd. Vandaar is deze ingang sinds 1 oktober 2022 definitief gesloten.

### Extra perron en nieuwe tunnel
Ten westen van het huidige eilandperron zal een nieuw tweede eilandperron komen. De huidige passagierstunnel zal daarnaar worden doorgetrokken en daarnaast volledig worden vernieuwd. In de nieuwe tunnel zullen onder andere winkels komen. Daarnaast zal de tunnel ook doorgetrokken worden naar de nieuwe entree aan de westzijde. Tijdens deze verbouwing zal ook de monumentale perronkap op het oorspronkelijke eilandperron worden gerenoveerd.

### Verbouwing station centrumzijde
Ook aan de centrumzijde van het station zal veel gebeuren. Er komt een nieuwe fietsenstalling voor 7.000 fietsen. Het huidige busstation zal worden vergroot en krijgt een overkapte wachtruimte. Buslijn 10, de zogenaamde "Heyendaalshuttle" naar de campus van de Radboud Universiteit, zal worden verplaatst naar de locatie van het Mercure hotel. Hierdoor gaan er minder bussen voorlangs het station rijden.
In de stationshal zullen ook verbouwingen plaatsvinden, waarbij vooral getracht zal worden de historische bouwkwaliteit van het perronaanzicht van Cornelis Peters (1892) en de voorkant van Sybold van Ravesteyn (1954) te behouden. De wachtkamers op spoor 3 en 4 zullen vanwege de verbouwing tijdelijk worden afgebroken en later opnieuw worden opgebouwd.
Rondom de centrumzijde wordt ook veel verbouwd en gebouwd. Recht tegenover het station komt op de locatie van het voormalige kantoorpand Metterswane het Nieuwe Metterswane van 70 meter hoog met 276 appartementen, horeca en een supermarkt verdeeld over 23 etages.

## Treindiensten
Station Nijmegen ligt aan de spoorlijn Arnhem - Nijmegen die verder doorgaat naar Venlo (de spoorlijn Nijmegen - Venlo) en aan de lijn Tilburg – Nijmegen (de spoorlijn Tilburg - Nijmegen). De verbinding naar Kleef (spoorlijn Nijmegen - Kleef) is in 1991 opgeheven. Er zijn plannen om deze lijn opnieuw in gebruik te nemen. 
Ook de in september 2011 opgebroken Stamlijn Nijmegen liep vanaf station Nijmegen. Deze lijn, een goederenspoorlijn naar de industriegebieden Noord- en Oost-Kanaalhaven, is deels verbouwd tot fietspad.
| Serie       | Treinsoort         | Route | Bijzonderheden |
| ----------- | ------------------ | --- | --- |
| 3000        | Intercity (NS)     | Nijmegen – Arnhem Centraal – Ede-Wageningen – Veenendaal-De Klomp – Driebergen-Zeist – Utrecht Centraal – Amsterdam Centraal – Zaandam – Alkmaar – Den Helder           | Veenendaal-De Klomp wordt alleen na 19:00 bediend door deze serie. |
| 3100        | Intercity (NS)     | Den Haag Centraal – Leiden Centraal – Schiphol Airport – Amsterdam Bijlmer ArenA – Utrecht Centraal – Veenendaal-De Klomp – Ede-Wageningen – Arnhem Centraal – Nijmegen | Rijdt na circa 22:30, zaterdagochtend tot circa 9:00 en op zondagochtend tot circa 10:00 niet tussen Nijmegen en Utrecht Centraal v.v. Stopt alleen van vrijdag t/m zondag tot circa 19:00 te Veenendaal-De Klomp. |
| 3600        | Intercity (NS)     | Roosendaal – Breda – Tilburg – 's-Hertogenbosch – Nijmegen – Arnhem Centraal – Dieren – Zutphen – Deventer – Zwolle                                                     | |
| 6600        | Sprinter (NS)      | Dordrecht – Breda – Tilburg – 's-Hertogenbosch – Nijmegen – Arnhem Centraal                                                                                             | Rijdt alleen doordeweeks tot 19:00 uur tussen Nijmegen en Arnhem Centraal v.v. |
| 7600        | Sprinter (NS)      | Wijchen – Nijmegen – Arnhem Centraal – Dieren – Zutphen | 's Avonds na 20:00 uur en op zondag wordt er niet tussen Nijmegen en Wijchen v.v. gereden en wordt 1x per uur gereden tussen Arnhem Centraal en Zutphen v.v.                                                       |
| 21430       | Intercity (NS)     | Utrecht Centraal – Driebergen-Zeist – Veenendaal-De Klomp – Ede-Wageningen – Arnhem Centraal – Elst – Nijmegen                                                          | Nachtnet. Rijdt alleen in de nachten van vrijdag op zaterdag en zaterdag op zondag. Stopt richting Utrecht Centraal niet in Veenendaal-De Klomp en Driebergen-Zeist.                                               |
| 32200 RS 11 | Stoptrein (Arriva) | Nijmegen – Venray – Venlo – Roermond | |
| 32300 RS 11 | Stoptrein (Arriva) | Nijmegen – Venray – Venlo | Rijdt niet 's avonds en in het weekend. De laatste drie ritten vanaf Nijmegen gaan tot Venlo. |

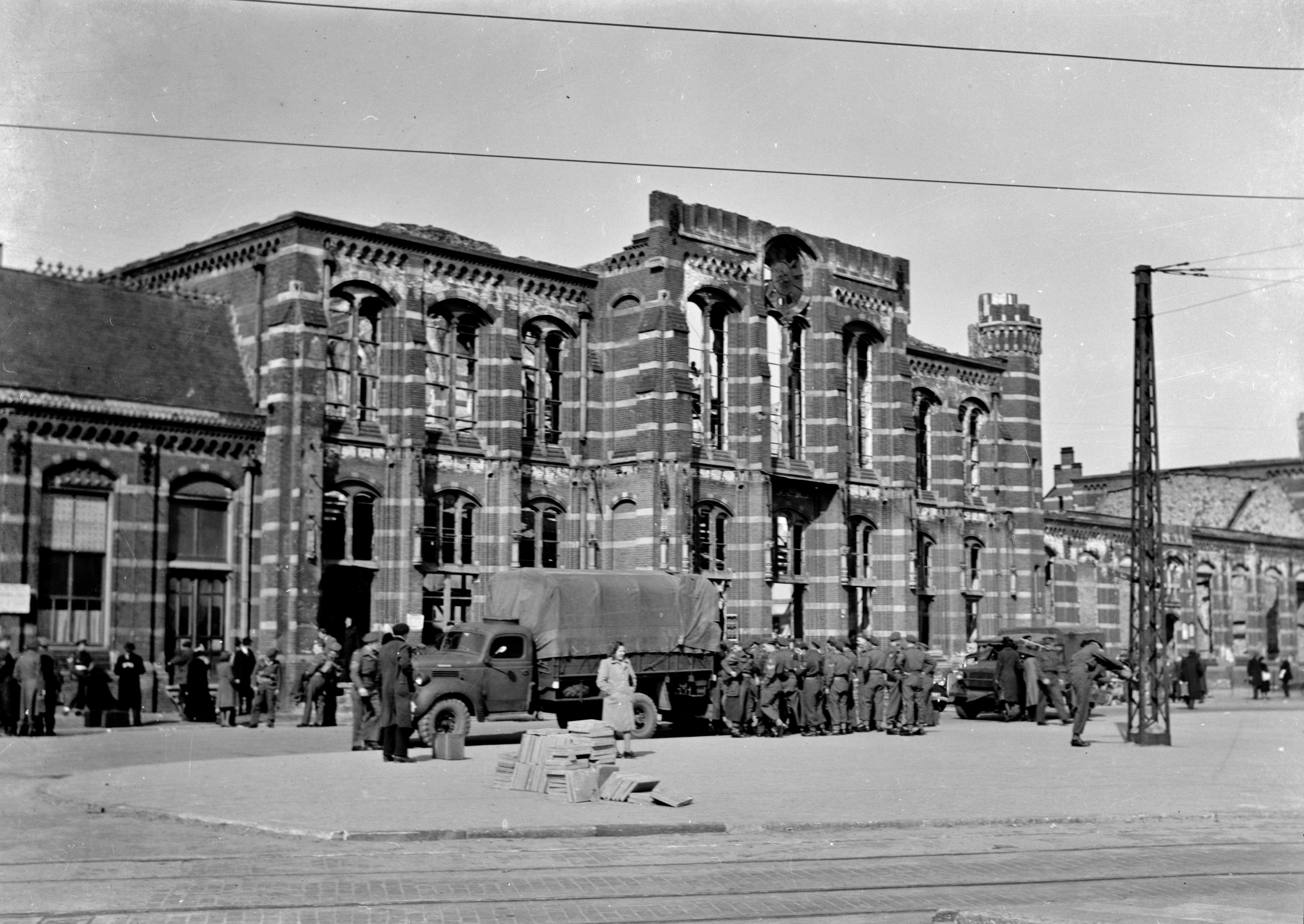
Het station in 1945, na de vernielingen in de oorlog
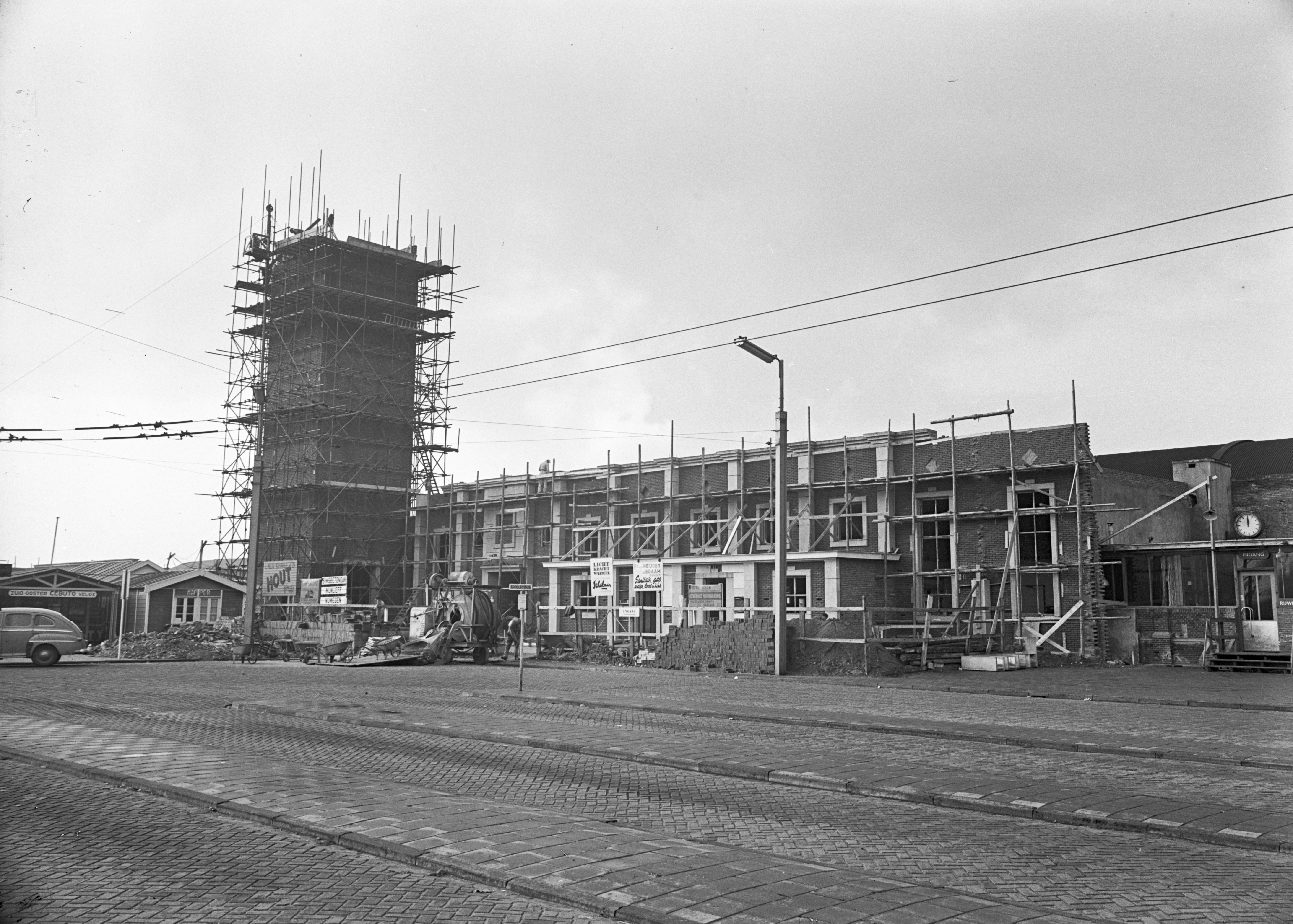
Het nieuwe station in aanbouw in 1953
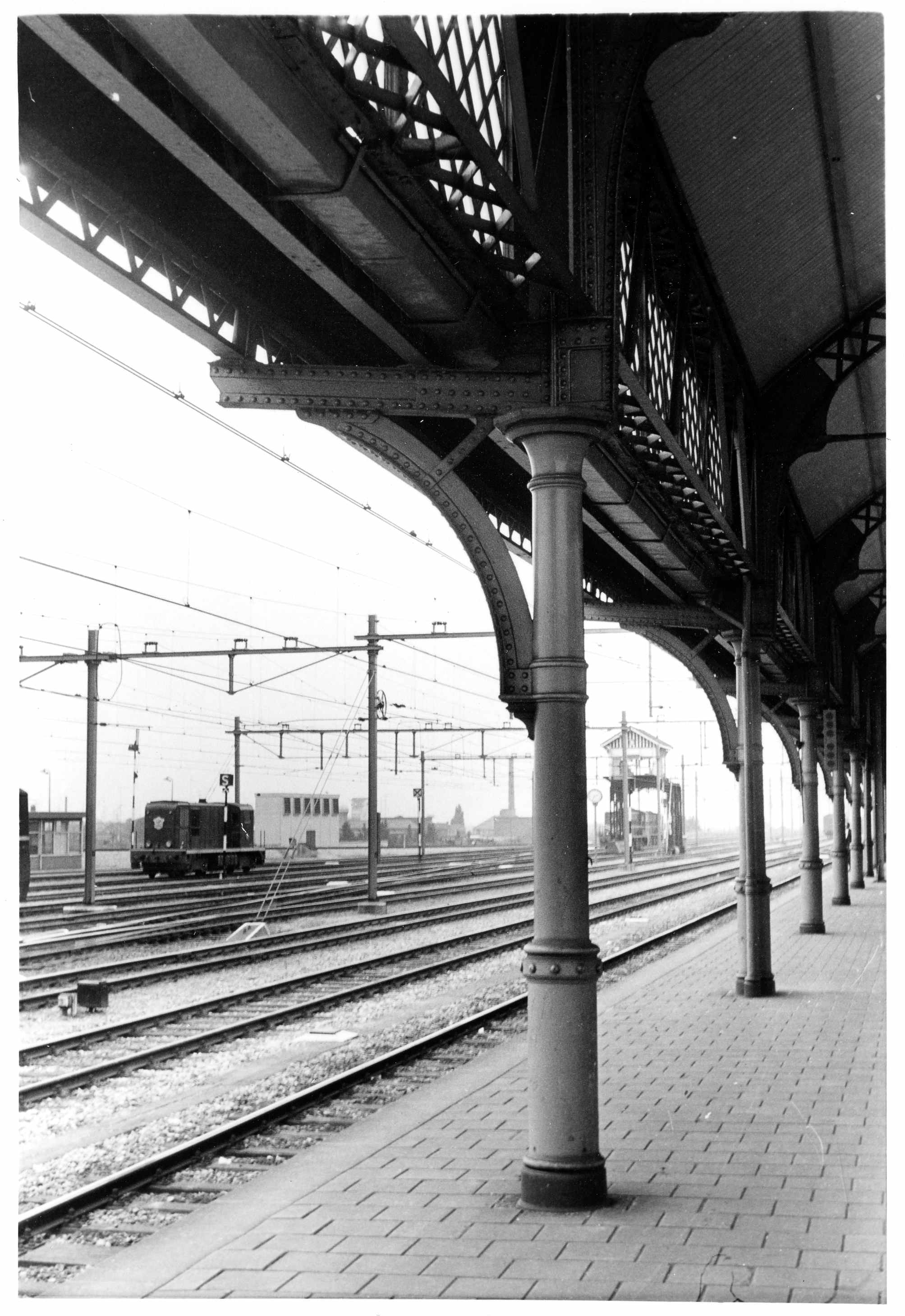
Perronoverkapping Station Nijmegen; 1969.
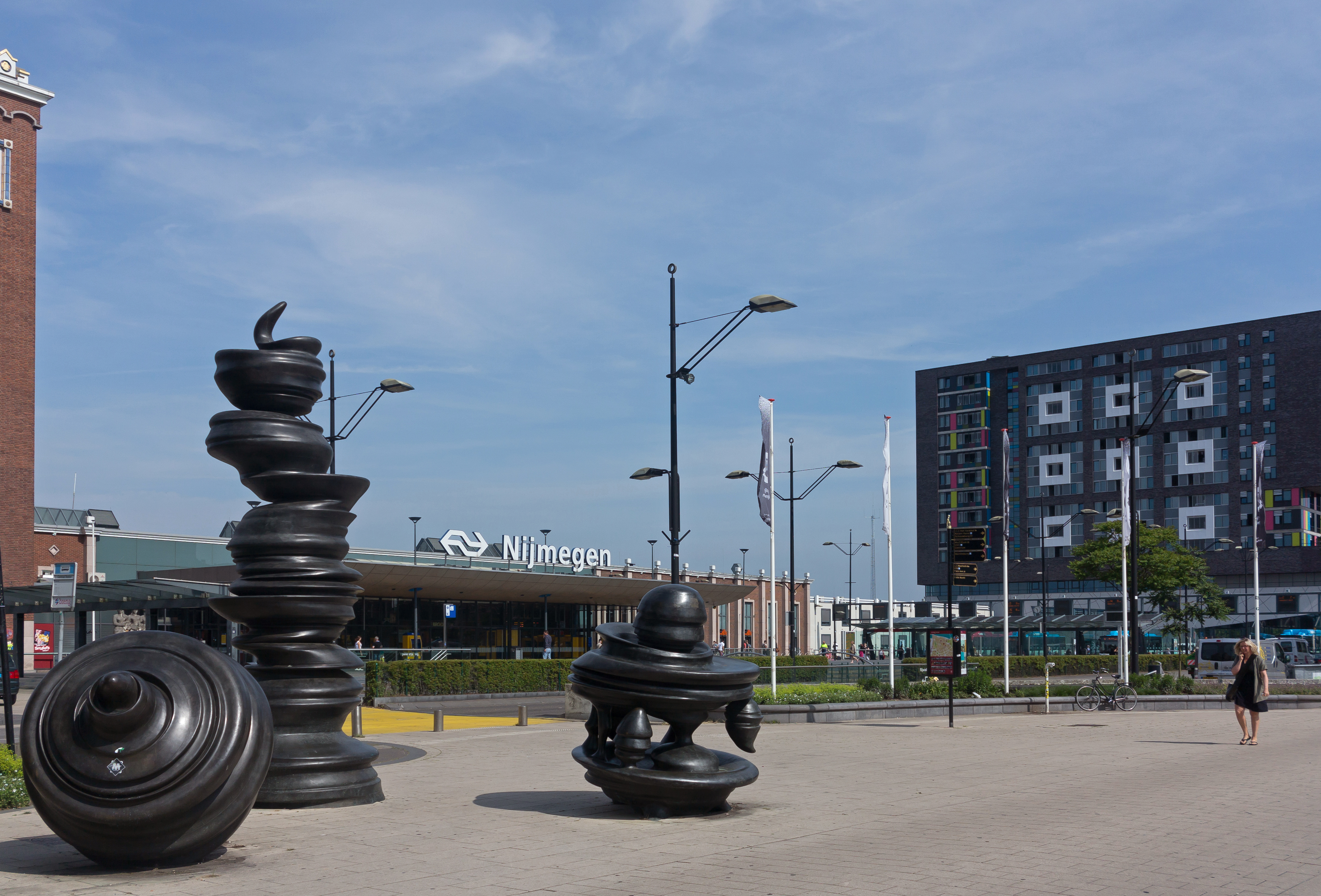
Sculptuur op het Stationsplein
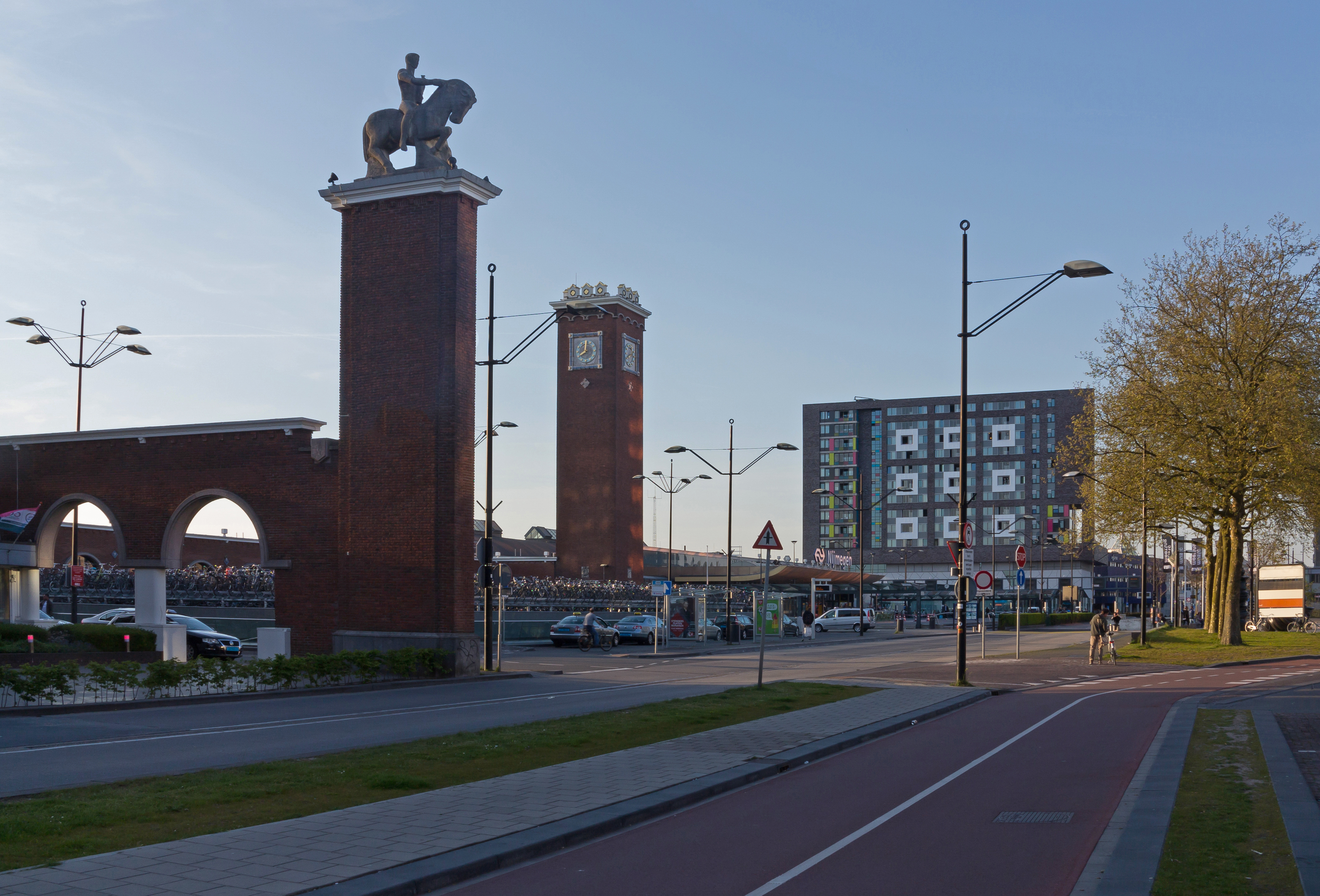
Station Nijmegen
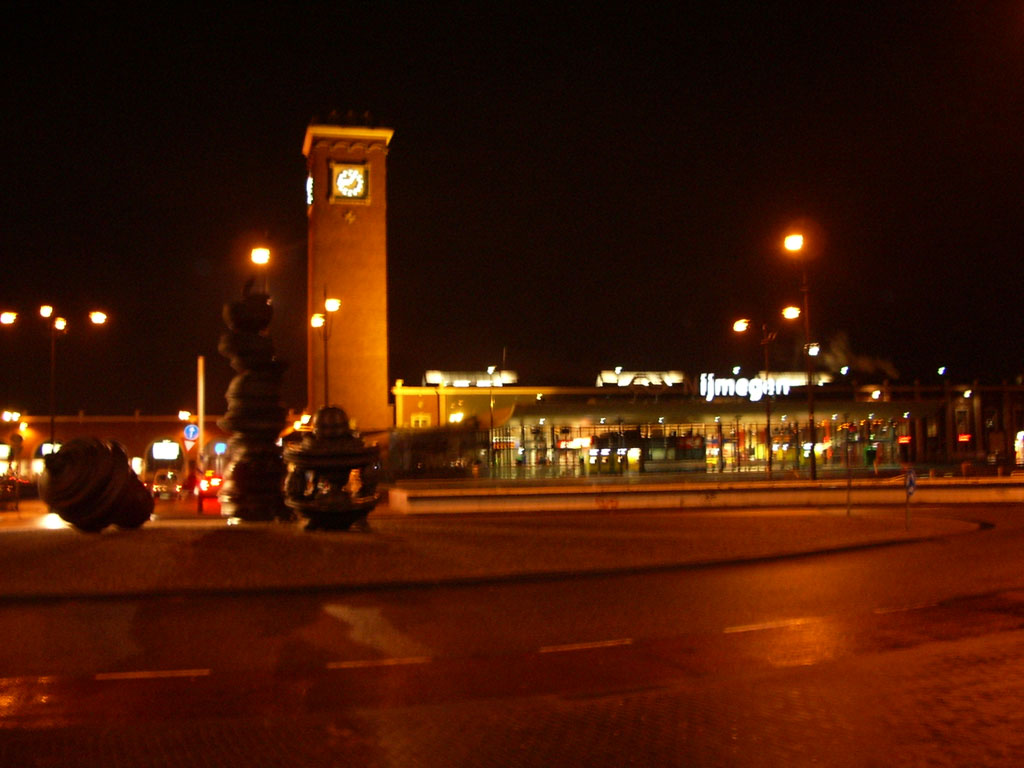
Station Nijmegen 's avonds
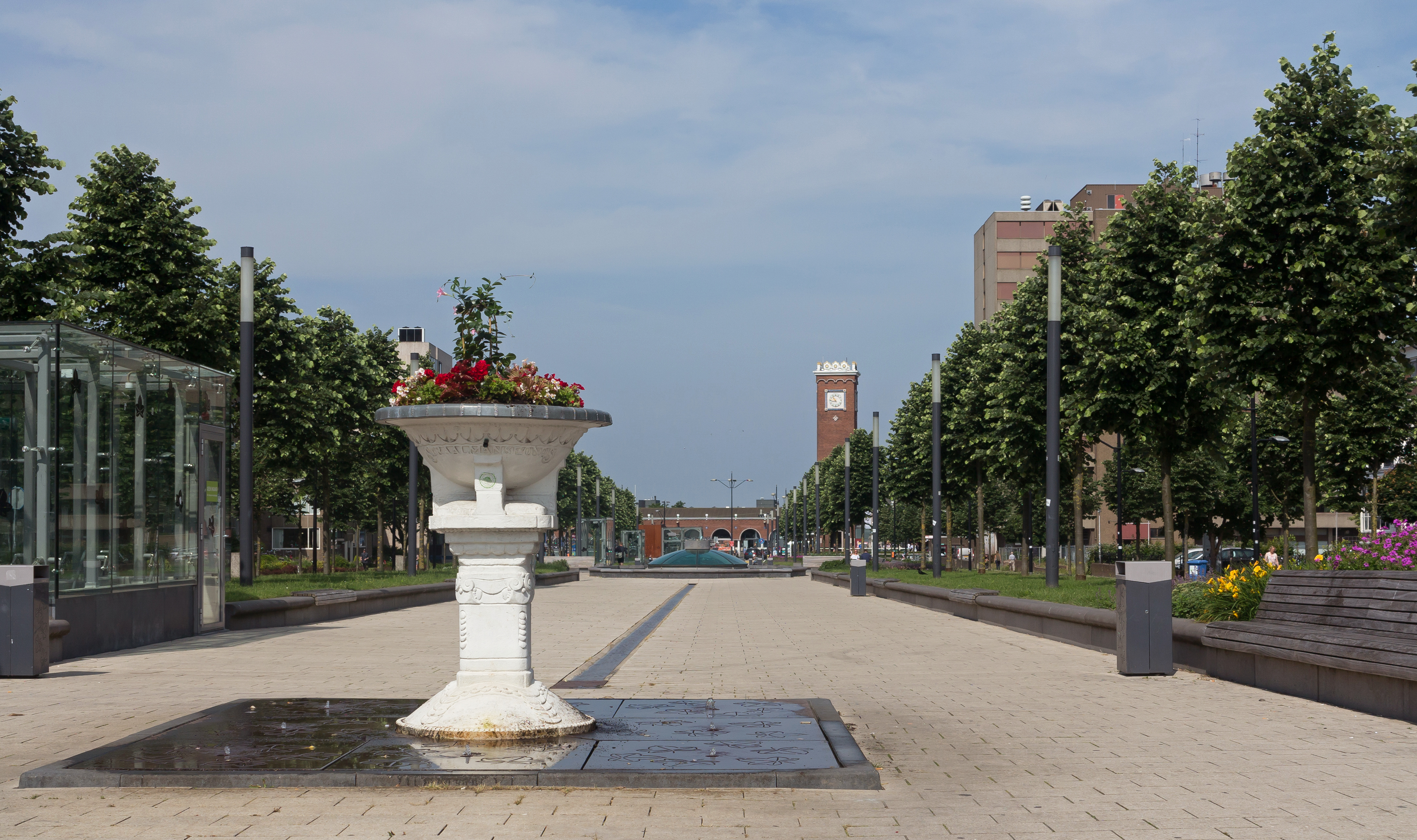
Straatzicht op de Van Schaeck Mathonsingel met in de verte het station.

## Ontwikkeling aantal reizigers
Het aantal door NS vervoerde reizigers (per gemiddelde werkdag) ontwikkelde zich sedert 2019 als volgt:
| Jaar | Aantal reizigers |
| ---- | ---------------- |
| 2019 | 48.330           |
| 2020 | 21.383           |
| 2021 | 24.753           |
| 2022 | 35.988           |
| 2023 | 40.316           |
| 2024 | 39.943           |

17: Nijmegen ·
19: Nijmegen Heyendaal ·
26: Mook-Molenhoek ·
28: Heumen ·
Linden-Katwijk ·
31: Cuijk ·
35: Kruispunt Beugen ·
38: Beugen-Rijkevoort ·
42: Boxmeer ·
Sambeek ·
Vortum ·
46: Vierlingsbeek ·
Maashees-Smakt ·
56: Venray ·
Oirlo-Castenraij ·
63: Meerlo-Tienray ·
69: Lottum ·
71: Grubbenvorst ·
77: Blerick ·
78: Venlo
0: Tilburg ·
Berkel-Enschot ·
7: Udenhout ·
13: Helvoirt ·
IJzeren Man ·
Vught Zuid-Oost ·
22: 's-Hertogenbosch ·
24: Orthen ·
25: 's-Hertogenbosch Oost ·
28: Rosmalen ·
Sprokkelbosch ·
Kruisstraat ·
Nuland ·
Geffen ·
Heihoek ·
39: Oss West ·
41: Oss ·
Berghem ·
49: Ravenstein ·
56: Wijchen ·
61: Nijmegen Dukenburg ·
63: Nijmegen Goffert ·
66: Nijmegen
0: Arnhem Centraal · 2: Oosterbeek Laag · 3: Rijnbrug· 4: Arnhem Zuid · 6: Laarstraat · 7: De Wetering · 8: Arnhemschestraat · 9: Elst · 10: Reet · 12: Ressen-Bemmel· 15: Nijmegen Lent · 17: Nijmegen
Huidige stations:
Aalten ·
Apeldoorn · 
-De Maten · 
-Osseveld ·
Arnhem:
-Centraal · 
-Presikhaaf · 
-Velperpoort · 
-Zuid ·
Barneveld:
-Centrum · 
-Noord ·
-Zuid ·
Beesd ·
Brummen ·
Culemborg ·
Didam ·
Dieren ·
Doetinchem · 
-De Huet · 
Duiven ·
Ede:
-Centrum ·
-Wageningen ·
Elst ·
Ermelo ·
Gaanderen · 
Geldermalsen ·
't Harde ·
Harderwijk ·
Hemmen-Dodewaard ·
Kesteren ·
Klarenbeek ·
Lichtenvoorde-Groenlo ·
Lochem ·
Lunteren ·
Nijkerk ·
Nijmegen · 
-Dukenburg · 
-Goffert · 
-Heyendaal · 
-Lent ·
Nunspeet · 
Oosterbeek ·
Opheusden ·
Putten ·
Rheden ·
Ruurlo ·
Terborg ·
Tiel · 
-Passewaaij ·
Twello · 
Varsseveld · 
Veenendaal-De Klomp · 
Velp · 
Voorst-Empe · 
Vorden · 
Wehl ·
Westervoort · 
Wezep · 
Wijchen ·
Winterswijk · 
-West · 
Wolfheze · 
Zaltbommel · 
Zetten-Andelst · 
Zevenaar · 
Zutphen
Voormalige stations: lijst van voormalige spoorwegstations in Gelderland